# میمون پشمالو
میمون پشمالو (نام علمی: Lagothrix) نام یک سرده از تیره میمون‌های دم‌آویز است.

## فهرست گونه ها
- میمون پشمالوی قهوه‌ای, Lagothrix lagotricha
- میمون پشمالوی خاکستری, Lagothrix cana
  - L. c. cana
  - L. c. tschudii
- میمون پشمالوی کلمبیایی, Lagothrix lugens
- میمون پشمالوی نقره‌ای, Lagothrix poeppigii